# Mancha (Espanha)

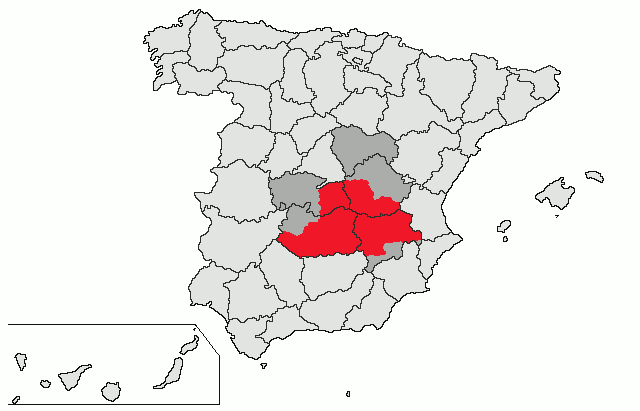
Situação aproximada da Mancha (em vermelho) dentro da Espanha e da comunidade autônoma de Castela-Mancha (em cinza escuro).

Mancha é uma região natural do centro da Espanha, na comunidade autônoma de Castela-Mancha, que abrange, grosso modo, as províncias de Albacete, Cidade Real, Cuenca e Toledo.
Tem uma extensão de mais de 30 000 km², aproximadamente 300 km de Leste a Oeste, e 180 de Norte a Sul, constituindo um dos planaltos e regiões naturais mais extensas da Península Ibérica. 
Suas extensas e áridas paisagens são conhecidas mundialmente graças ao romance de Miguel de Cervantes, Dom Quixote de la Mancha, pois a maior parte de suas aventuras e ações transcorrem nessa região.